# Katarina I., latinska carica
Katarina I. (Katarina Courtenayska) (25. studenog 1274. – 11. listopada 1307.) bila je latinska carica Konstantinopola od 1283. do 1307. godine.[nedostaje izvor]

## Životopis
Katarina, rođena 25. studenoga 1274. godine, bila je kći i nasljednica naslovnog cara Filipa I. i Beatrice od Sicilije. Nakon očeve smrti, Katarina je postala carica. Prije nego što se udala, Katarina je triput bila zaručena. Katarina je bila zaručena za Mihaela IX. Paleologa, infanta Fridrika Aragonskog i infanta Jakova od Majorce.
Dana 28. veljače 1301., Katarina se blizu Pariza udala za Karla, grofa Valoisa; Katarina je bila Karlova druga supruga. Karlo je postao naslovni car Carigrada. Katarina je umrla u Parizu 11. listopada 1307. godine, u dobi od 32 godine. 

## Djeca
Ovo su djeca grofa Karla i Katarine I.:
- Ivan, grof Chartresa
- Katarina Valois-Courtenay
- Ivana Valois, grofica Beaumonta
- Izabela Valois, redovnica